# Viktors Ščerbatihs
Viktors Ščerbatihs (né le 6 octobre 1974 à Dobele en Lettonie) est un haltérophile et un homme politique letton. 

## Biographie

### Carrière sportive
Viktors Ščerbatihs mesure 1,81 m.
Aux Jeux olympiques d'été de 2004, il a remporté la médaille d'argent dans la catégorie des poids de plus de 105 kg, avec un résultat total de 455 kg (205 kg en arraché et 250 kg à l'épaulé-jeté). Il a également remporté trois médailles de bronze aux Championnats du monde d'haltérophilie (en 1997, 1998 et 2003), une médaille d'or en 2007 et plusieurs médailles aux Championnats d'Europe d'haltérophilie (bronze en 1997, 1999 et 2000, or en 2001, argent en 2004, et quatre médailles d'or consécutives de 2005 à 2008).
Il est devenu Champion du monde d'haltérophilie en 2007.
Aux Jeux olympiques d'été de 2008, il a remporté la médaille de bronze dans la catégorie des 105 kg, avec un total de 448 kg.

### Carrière politique
Viktors Ščerbatihs commence sa carrière politique avec l'Union des paysans de Lettonie en 2006. Il est élu à la Saeima (parlement de Lettonie) pour la législature 2006-2010.